# Jeffrey Eugenides
Jeffrey Eugenides (ur. 8 marca 1960 w Detroit) – amerykański pisarz grecko-irlandzkiego pochodzenia.
Ukończył studia na Uniwersytecie Browna, gdzie zdobył tytuł magistra języka angielskiego oraz kreatywnego pisania na Uniwersytecie Stanforda. Jego debiutancka powieść Samobójczynie (znana bardziej jako Przekleństwa niewinności – ang. The Virgin Suicides) odniosła sukces wkrótce po ukazaniu się w 1993. Przetłumaczono ją na piętnaście języków oraz zekranizowano. Za powieść Middlesex otrzymał nagrodę Pulitzera. Różne prace Eugenidesa ukazały się w The New Yorker, The Paris Review, The Yale Review, Best American Short Stories, The Gettysburg Review oraz Granta's Best of Young American Novelists. 
Jeffrey Eugenides był stypendystą prestiżowej Fundacji Guggenheima oraz National Endowment for the Arts, laureatem Whiting Writers Award, oraz Henry D. Vursell Memorial Award ustanowionej przez Amerykańską Akademię Sztuki i Literatury. Przez ostatnich kilka lat był nauczycielem akademickim Berliner Kunstlerprogramm of the DAAD oraz Amerykańskiej Akademii w Berlinie. Eugenides mieszka obecnie w Chicago ze swoją żoną i córką. 

## Twórczość
- powieści:
  - Przekleństwa niewinności (przekład polski 1998 pt.Samobójczynie[1]), w oryginale The Virgin Suicides (1993)
  - Middlesex (2002) (przekład polski 2004)
  - Intryga małżeńska (2011)
- opowiadania:
  - Baster (Wonderful Town, Remnick ed., Random House 2000)
  - Air Mail (Best American Short Stories, Proulx ed., Houghton Mifflin, 1997)
  - Ancient Myths (The Spatial Uncanny, James Casebere, Sean Kelly Gallery, 2001)
  - The Speed of Sperm (Granta, 1997)
  - Early Music (The New Yorker, Oct. 10, 2005, pp. 72-79)